# Kanzel (La Gouesnière)

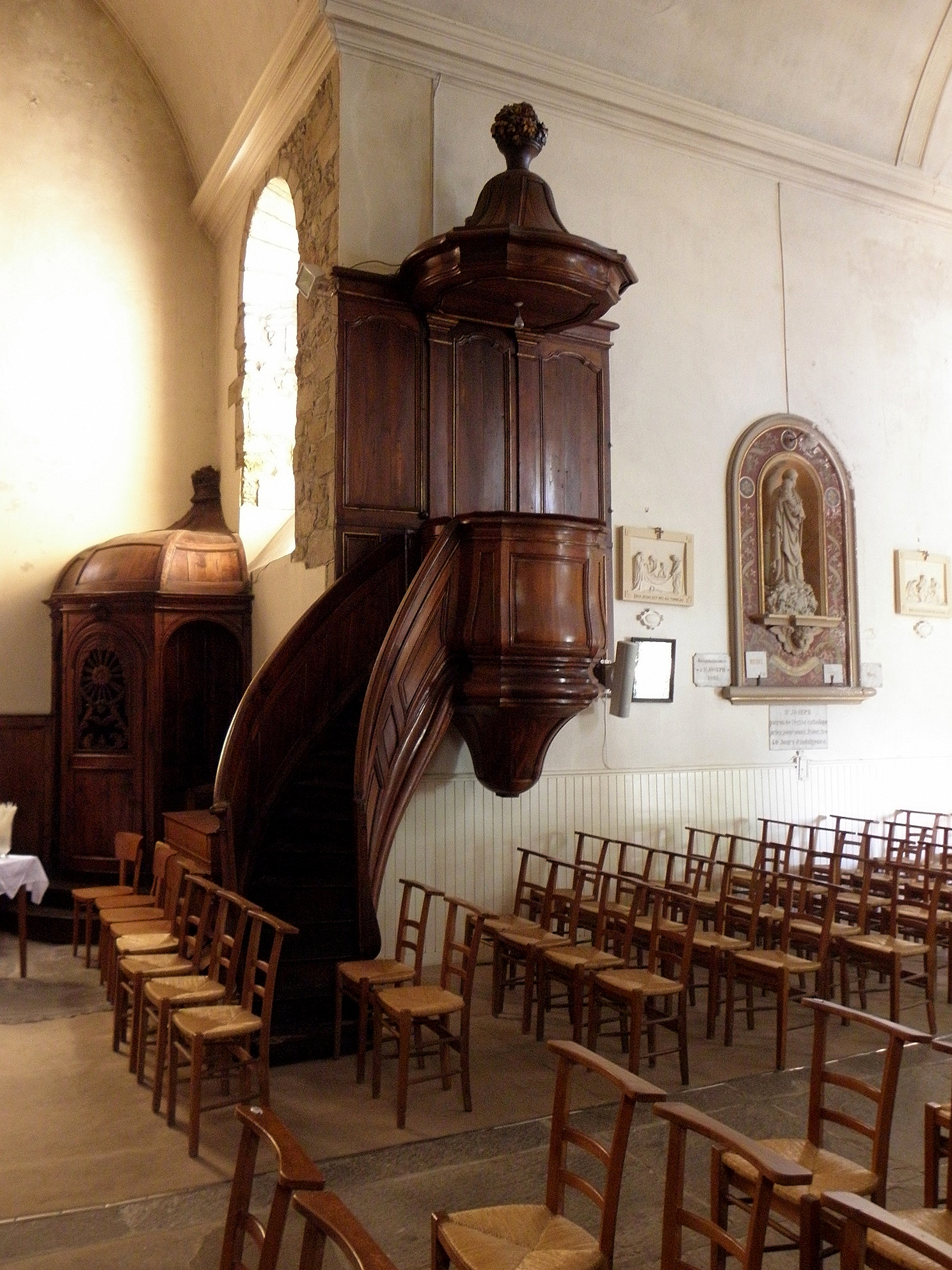
Kanzel in La Gouesnière

Die Kanzel in der katholischen Kirche Notre-Dame de l’Assomption in La Gouesnière, einer französischen Gemeinde im Département Ille-et-Vilaine in der Region Bretagne, wurde 1785 geschaffen. Die Kanzel wurde 1990 als Monument historique in die Liste der geschützten Objekte (Base Palissy) in Frankreich aufgenommen.
Die hölzerne Kanzel wurde vom Schreiner Etienne Lesne aus Saint-Malo geschaffen. Der polygonale Schalldeckel wird von einer Vase mit Blumen bekrönt. 
Der Kanzelkorb, die Kanzelwand und die hölzerne Treppe besitzen keinerlei Ausschmückung. Sie sind lediglich mit profilierten Leisten in unterschiedliche Felder gegliedert.